# 747

سنة 747 كانت سنة بسيطة تبدأ يوم الأحد (سوف يظهر الرابط التقويم الكامل للعام) حسب التقويم اليولياني، تم استخدام الفئة 747 لهذا العام منذ أوائل العصور الوسطى، عندما أصبح عصر التقويم بعد الميلاد هو الأسلوب السائد في أوروبا لتسمية السنوات.

## مواليد
- عبد الله بن خازم التميمي
- محمد بن عمر الواقدي
- أبو العتاهية - الشاعر العباسي.

## وفيات
- أبو النجم العجلي
- أمية بن معاوية بن هشام